# Museu Histórico e Pedagógico dos Andradas
O Museu Histórico e Pedagógico dos Andradas é um museu histórico brasileiro localizado em Santos, no litoral de São Paulo. Foi fundado em 1958.
O museu foi instalado na antiga Casa de Câmara e Cadeia de Santos, que é patrimônio tombado pelo CONDEPASA, pelo CONDEPHAAT e pelo IPHAN, e com a emissão do decreto 33.980 de 19 de novembro de 1958, passou a integrar o conjunto dos Museus Históricos e Pedagógicos do Período Colonial.
A criação do museu está associada à estratégia de difusão de museus históricos pedagógicos no Estado de São Paulo, buscando reforçar a memória republicana no Brasil.

## Sede
O museu foi instalado na edificação da "Cadeia Velha", também conhecida como Casa de Câmara e Cadeia, construída em 1839 no antigo Campo da Chácara (atual praça dos Andradas). Levou trinta anos para ser construído, porém foi ocupado mesmo antes da sua conclusão. Em 1865 serviu de quartel para as tropas que partiam para a Guerra do Paraguai  e depois em 1866 instalou-se o fórum.
Em 1869 foi concluída graças ao Dr. Inácio Cochrane que conseguiu verbas para contratar o empreiteiro português Thomaz Antonio de Azevedo.
Nos inícios de 1870 começou a funcionar no local a cadeia de Santos, dotada de 8 prisões e que permaneceu ali por oitenta anos.
Dom Pedro II e a Imperatriz Tereza Cristina estiverem no prédio duas vezes, em 1876 e 1878. Em 1884 recebeu a  visita também  de Conde d´Eu e da Princesa Isabel .

## Atividades
Atualmente funciona a Oficina Pagu (Patrícia Galvão) que oferece cursos culturais em diversos segmentos, como dança, discussão de obras cinematográficas, técnica vocal, técnicas de guitarra, entre outros 